# Popsicle

Logo de Popsicle.

Popsicle est la marque de glaces à l'eau la plus connue en Amérique du Nord (États-Unis et Canada), au point qu'elle est devenue un nom commun par antonomase dans ces pays. La marque est détenue par Unilever depuis 1989.
Le nom est inspiré de « lollipop » (sucette) et « icicle » (glaçon).

## Historique
Les barres de jus congelées existent depuis le XXe siècle, mais l'entreprise Popsicle est la première à en avoir fait un produit de masse. Au XXIe siècle, certains[Qui ?] estiment qu'il s'en écoule environ trois milliards annuellement. Il y aurait au moins trente saveurs différentes.
En 1905, Frank Epperson, un enfant de 11 ans, laisse sur le porche de sa maison un bol contenant un mélange d'eau et de soda en poudre, ainsi que sa touillette à mélanger. Cette nuit-là, la température à Oakland atteint un record de froid et quand Frank se réveille le lendemain, il découvre que la boisson est gelée, avec son bâtonnet, ce qui lui donne l'idée d'un nouveau dessert glacé.
En 1922, l'« ice-lollipop » est introduit auprès du public pour la première fois à l'occasion d'un bal de pompiers. En 1923, Epperson commence à vendre son produit dans un parc d'attractions, Neptune Beach, à Alemeda, Californie.
En 1924, Frank Epperson dépose une demande de brevet pour son produit qu'il appelle « Epsicle ice pop » (inspiré de « Epperson » et « icicle »), renommé peu après « Popsicle » (« Pop's 'Sicle ») à la demande de ses enfants. Il existait au début sept saveurs de Popsicle, vanté comme « une boisson sur un bâtonnet » (A drink on a stick).
En 1929, Epperson vend les droits de son invention à la Joe Lowe Company de New York, le Popsicle va devenir populaire sur le marché national,.
Dans les années 1940, l'auteur et dessinateur Woody Gelman (en) crée la mascotte Popsicle Pete. Le personnage va apparaitre jusqu'en 1995 dans des publicités télévisées et imprimées, ainsi que dans des comic books.
Unilever détient les droits sur le produit depuis 1989. Le groupe a également racheté Good Humor, le concurrent de Popsicle qui vendait un produit similaire sur bâtonnet depuis la fin des années 1920, mais fait de crème glacée.